# Corredor polaco

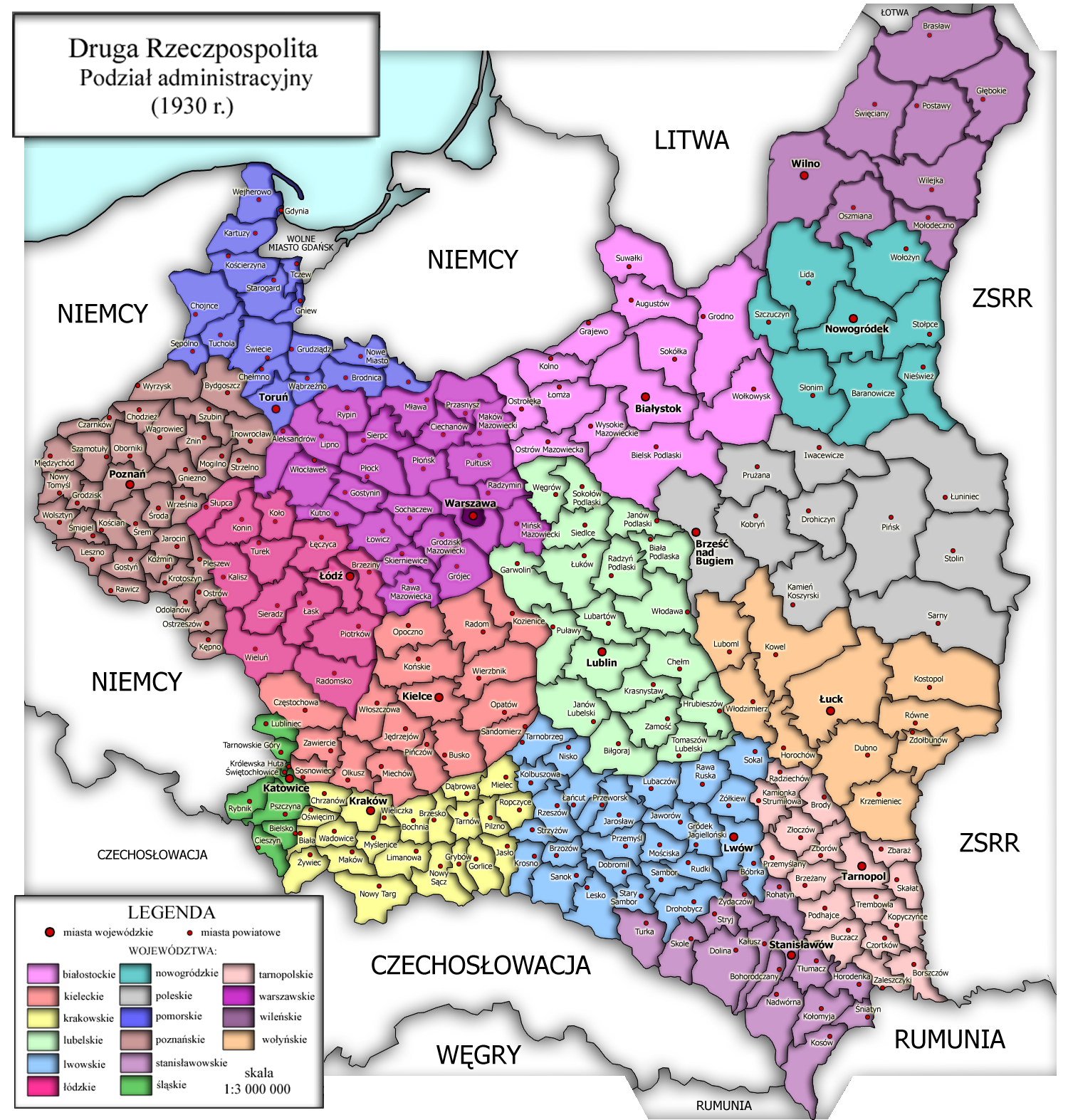
Mapa de Polonia entre 1918 y 1945.

Localización y límites del «Corredor polaco».

Corredor polaco o pasillo polaco (en alemán: Weichselkorridor; en polaco: Korytarz polski), es la denominación del territorio demarcado en el Tratado de Versalles que se extendía por la desembocadura  del río Vístula, para revivir el extinto estado de Polonia asegurando su acceso al mar Báltico. Este territorio perteneció al Imperio alemán hasta el fin de la Primera Guerra Mundial. 
El nombre adoptado oficialmente por la Segunda República Polaca para designar a este territorio fue de «voivodato de Pomerania» (en polaco Województwo Pomorskie) al considerar el gobierno polaco como ofensiva la locución «corredor polaco» o korytarz polski. En la República de Weimar, por el contrario, siempre se designó a la zona como Polnischer Korridor.

## Creación
La creación del «corredor territorial» dejó a la región alemana de Prusia Oriental aislada del resto de Alemania por vía terrestre, conectada solo por un ferrocarril que debía cruzar territorio polaco. Las potencias vencedoras de la Gran Guerra (especialmente Gran Bretaña y Francia) consideraron necesario que la recién restaurada Polonia contara con una salida soberana al mar Báltico, considerando la elevada población del nuevo Estado polaco (unos 25 millones de individuos) y el hecho que en la Prusia Occidental la mayoría de la población residente era de origen polaco. 
El propio censo del Imperio alemán de 1910 (último censo realizado en el imperio) mostró que en la Prusia Occidental el 58 % de la población eran polacos mientras los alemanes étnicos eran apenas el 42 % de los habitantes (incluyendo tropas alemanas estacionadas allí) y estaban concentrados en Dánzig.

## Evolución
El comercio internacional de Polonia necesitaba con urgencia un puerto bajo soberanía polaca, y por ello los vencedores de la Gran Guerra fijaron la creación de un «corredor terrestre» donde Polonia disfrutara de una salida al Báltico sin cruzar suelo extranjero, eligiendo para ello la región al oeste de la Ciudad libre de Dánzig donde se halla la península de Hel. Allí el gobierno polaco construyó entre 1921 y 1923 un amplio puerto en el antiguo balneario turístico de Gdynia con instalaciones para embarcaciones de gran tonelaje. En paralelo, el Gobierno alemán creó en 1922 un servicio de transbordadores en Prusia Oriental (el Seedienst Ostpreußen) por cuanto dicha región se había transformado prácticamente en un exclave alemán en el Báltico y así disminuir el impacto económico de la ausencia de conexión terrestre. Las quejas del Gobierno alemán lograron que no se exigiese a los viajeros alemanes del ferrocarril tramitar un pasaporte polaco tan sólo para cruzar por pocas horas el Corredor pero, a cambio, el Gobierno polaco impuso que los pasajeros germanos no se bajaran en el Corredor por motivo alguno.
Las tensiones polaco-alemanas causadas por la existencia misma del Corredor fueron disminuyendo con los años, aunque sin desaparecer del todo. El ascenso del nazismo en 1933 causó una ola de reclamaciones diplomáticas del Tercer Reich en contra de Polonia durante los cinco años siguientes, alegando un presunto maltrato de las autoridades polacas hacia los alemanes residentes en la Ciudad libre de Dánzig, abuso polaco de los derechos económicos sobre el Pasillo en perjuicio de los alemanes, y obstrucción polaca de las comunicaciones y comercio alemán en Dánzig. Mientras tanto, la población alemana de Dánzig empezaba a manifestar fuerte adhesión al nazismo.
El 24 de octubre de 1938, el Gobierno alemán solicitó a Varsovia la devolución de Dánzig («territorio libre» desde 1918, desmilitarizado y unido aduaneramente a Polonia) y el permiso para tender una línea férrea y una carretera a través del pasillo polaco, bajo el estatuto de extraterritorialidad. Varsovia rechazó la solicitud y recurrió al Reino Unido en busca de ayuda en caso de una posible agresión. Neville Chamberlain propuso la acción conjunta de Francia, Reino Unido]] y la Unión Soviética en apoyo de Polonia. Varsovia rechazó la propuesta británica porque implicaba un derecho de paso del Ejército Rojo por suelo polaco, mientras proponía como alternativa un tratado polaco-británico de ayuda mutua.

## Fin del «corredor»
Esta decisión polaca no satisfizo a Gran Bretaña ni a Francia, pero dejó a Hitler la posibilidad de negociar con la Unión Soviética un acuerdo de no agresión, que se firmó en agosto del mismo año. De esta forma se precipitó la invasión de Polonia el 1 de septiembre de 1939, lo que dio inicio a la Segunda Guerra Mundial. Tropas alemanas ocuparon el Corredor en pocos días y lo incorporaron a Prusia Oriental, expulsando a la población polaca por la fuerza hacia zonas del Gobierno General.
Terminada la guerra, el corredor polaco, la ciudad de Dánzig, parte de la región de Pomerania y la parte meridional de Prusia Oriental se integraron como territorio de Polonia de modo definitivo, conforme a los Acuerdos de Potsdam entre las potencias vencedoras; de acuerdo con ello se expulsó a la población alemana de estas regiones y el «corredor» dejó de existir para todo efecto. La nueva frontera polaco-alemana quedó fijada en los ríos Oder y Neisse y fue reconocida por la República Democrática Alemana (RDA) en 1953 y por la República Federal de Alemania (RFA) en 1970.